# راشل دالی
راشل دالی (انگلیسی: Rachel Daly؛ زادهٔ ۶ دسامبر ۱۹۹۱) بازیکن فوتبال اهل بریتانیا است.
از باشگاه‌هایی که در آن بازی کرده‌است می‌توان به باشگاه فوتبال اورنج کانتی بلوز و هیوستون دش اشاره کرد.
وی همچنین در تیم‌های ملی فوتبال England women's national under-17 football team, England women's national under-23 football team، زنان انگلستان، و Great Britain women's national football team بازی کرده‌است.